# NGC 4852
NGC 4852 is een open sterrenhoop in het sterrenbeeld Centaur. Het hemelobject werd op 30 april 1826 ontdekt door de Schotse astronoom James Dunlop.

## Synoniemen
- OCL 894
- ESO 131-SC17